# Аміата
Аміа́та (італ. Monte Amiata) — гора вулканічного походження в Італії.

## Географія
Гора Аміата розташована в південній частині Тоскани, за 50 км на південний схід від Сієни, на шляху між Флоренцією і Римом. Висота становить 1738 м над рівнем моря. Поруч із Аміатою лежить долина Валь-д'Орча, внесена до списку ЮНЕСКО світової культурної спадщини, та верхня Маремма.
Вулкан Аміата не вивергається уже понад 2000 років, проте вулканічна діяльність повністю не припинилася — на це вказують геотермальні джерела та гейзери на схилах гори (які нині використовують для отримання електроенергії). Схили Аміати вкриті буковими, каштановими, сосновими лісами, в яких донині мешкають рідкісні види хижих птахів та вовки.

## Пам'ятки
На схилах Аміати є гірськолижні траси. Крім цього, на околицях гори розташовано кілька природоохоронних зон. Поблизу розташований створений Д. Шперрі Парк Скульптур у Седжіано, а також вілла часів Відродження «Ла Сфорцеска».